# Integration (Software)
Die Integration in der Informatik, speziell in der Softwaretechnik, dient zur Verknüpfung von verschiedenen Anwendungen. Im Unterschied zur Kopplung handelt es sich hierbei um eine  Verringerung und Vermeidung von Schnittstellen. Es lassen sich Funktionsintegration, Datenintegration und Geschäftsprozessintegration unterscheiden. 

## Funktionsintegration
Bei der Funktionsintegration werden mehrere arbeitsteilige Applikationen in einer Anwendung zusammengefasst. Dadurch wird verhindert, dass dieselben Funktionen in verschiedenen Anwendungen implementiert werden müssen. Gleichzeitig werden Schnittstellen zur Datenübergabe vermieden. 

## Datenintegration
Bei der Datenintegration greifen alle beteiligten Applikationen auf ein einheitliches Datenmodell zu, um Redundanzen zu vermeiden. Die Semantik ist für alle beteiligten Applikationen gleich.
Als Nachteil dieser beiden Formen der Integration wird angesehen, dass hierdurch schwerer wartbare Software entstehen kann. Speziell die Funktionsintegration kann hierbei problematisch werden. Vorteilhaft ist die einfachere Umsetzung.

## Geschäftsprozessintegration
In der Geschäftsprozessintegration werden die verschiedenen Funktionen entlang der Geschäftsprozesse mit Hilfe einer Integrationsplattform miteinander integriert. Dabei bleiben die einzelnen Applikationen, welche die Funktionen bereitstellen, in sich unverändert, was auch den Einsatz von Standardsoftware ermöglicht. Diese Art der Integration ist Voraussetzung für eine erfolgreiche und zugleich kostengünstige Umsetzung von Initiativen zu E-Business oder Business Bus. 

## Softwareumsetzungen
Für die Integrationsaufgabe in Organisationen gibt es in der Informatik verschiedene Ansätze der Software-Umsetzung. Einige begriffliche Unterschiede sind scheinbar historisch, weil über die Jahre die Überschneidungen durch Funktionszuwachs immer geringer wurden. Ein typisches Kennzeichen dieser Situation ist, dass viele Softwareprodukte sich in mehrere Kategorien oder gar in allen Kategorien einordnen. Bei vielen Anbietern von Softwarelösungen ist zu beobachten, dass diese Begrifflichkeiten eher gemieden werden. Die konzeptionellen Unterschiede der folgenden Begriffe sind auch heute noch gegeben, aber für Neueinsteiger schwer erkennbar, weil bei geringen Anforderungen es mit allen Softwarekategorien umsetzbar ist. Die Unterschiede liegen eher in der Wirtschaftlichkeit. Wenn eine Softwarelösung mehr als eine Kategorie gut unterstützt, dann sind flexiblere und besser skalierbare Lösungen mit einem kleinen Team betreibbar, ohne sich zu übernehmen im Betrieb mehrere unterschiedlicher Instanzen/Systeme.   